# World Championship Tennis 1975
Il World Championship Tennis 1975 è stata una serie di tornei di tennis, rivale del Commercial Union Assurance Grand Prix 1975. È stato organizzata dalla World Championship Tennis (WCT). Conaisteva di 24 tornei disputati in 12 Paesi nel mondo. I giocatori erano divisi in 3 gruppi: rosso, blue e verde. Il primo torneo lo U.S. Professional Indoor era un torneo aperto a tutti i gruppi, così come lo erano le Finals giocate a Dallas avente come partecipante gli 8 migliori giocatori della stagione.
Oltre ai tornei convenzionanali facevano parte del WCT alcuni eventi speciali come il CBS Classic giocato in Portorico, la Aetna World Cup, competizione a squadre tra Australia e USA e il Rothmans International London.
Il torneo di Denver è il primo evento WCT cui partecipa Jimmy Connors, prima non aveva mai partecipato a torneo appartenenti al torneo di Lamar Hunt.

## Calendario

### Legenda
| WCT Finals      |
| Gruppo rosso    |
| Gruppo blu      |
| Gruppo verde    |
| Evento speciale |

### Gennaio
| Settimana  | Torneo                                                                                           | Vincitore                                   | Finalista                        | Semifinalisti               | Eliminati ai quarti                                         |
| ---------- | ------------------------------------------------------------------------------------------------ | ------------------------------------------- | -------------------------------- | --------------------------- | ----------------------------------------------------------- |
| 13 gennaio | Puerto Rico WCT 1975 San Juan, Porto Rico 102 000 $ Singolare                                    | Rod Laver 6-3 7-5                           | Arthur Ashe                      | Jeff Borowiak Björn Borg    | Alex Metreveli Dick Stockton Cliff Drysdale Andrew Pattison |
| 20 gennaio | U.S. Professional Indoor 1975 Filadelfia, USA 115 000 $ - Sintetico indoor Singolare - Doppio    | Marty Riessen 7-6(1), 5-7, 6-2, 6(0)–7, 6-3 | Vitas Gerulaitis                 | John Alexander Jaime Fillol | Cliff Richey Paul Gerken Arthur Ashe Tony Roche             |
| 20 gennaio | U.S. Professional Indoor 1975 Filadelfia, USA 115 000 $ - Sintetico indoor Singolare - Doppio    | Brian Gottfried Raúl Ramírez 5-7, 7-6, 6-4  | Dick Stockton Erik Van Dillen    | John Alexander Jaime Fillol | Cliff Richey Paul Gerken Arthur Ashe Tony Roche             |
| 27 gennaio | Richmond WCT 1975 Richmond, Stati Uniti 60 000 $ - Sintetico indoor - 32S/16D Singolare - Doppio | Björn Borg 4-6 6-4 6-4                      | Arthur Ashe                      | Tom Okker Kim Warwick       | Bob Giltinan Adriano Panatta Onny Parun Jeff Borowiak       |
| 27 gennaio | Richmond WCT 1975 Richmond, Stati Uniti 60 000 $ - Sintetico indoor - 32S/16D Singolare - Doppio | Hans Kary Fred McNair 7–6, 5–7, 7–6         | Paolo Bertolucci Adriano Panatta | Tom Okker Kim Warwick       | Bob Giltinan Adriano Panatta Onny Parun Jeff Borowiak       |

### Febbraio
| Settimana   | Torneo | Vincitore                                      | Finalista                        | Semifinalisti                 | Eliminati ai quarti                                      |
| ----------- | --- | ---------------------------------------------- | -------------------------------- | ----------------------------- | -------------------------------------------------------- |
| 3 febbraio  | St. Petersburg WCT 1975 Saint Petersburg, USA 50 000 $ - Cemento Singolare - Doppio                         | Raúl Ramírez 6-0 1-6 6-2                       | Roscoe Tanner                    | Geoff Masters Rod Laver       | Andrew Pattison Sandy Mayer Brian Gottfried Jaime Fillol |
| 3 febbraio  | St. Petersburg WCT 1975 Saint Petersburg, USA 50 000 $ - Cemento Singolare - Doppio                         | Brian Gottfried Raúl Ramírez 6–4, 6–4          | Charlie Pasarell Roscoe Tanner   | Geoff Masters Rod Laver       | Andrew Pattison Sandy Mayer Brian Gottfried Jaime Fillol |
| 3 febbraio  | Bologna Indoor 1975 Bologna, Italia 60 000 $ - Sintetico indoor - 32S/16D Singolare - Doppio                | Björn Borg 7-6 4-6 7-6                         | Arthur Ashe                      | Tom Okker Bob Hewitt          | Niki Pilic Bob Giltinan Adriano Panatta Onny Parun       |
| 3 febbraio  | Bologna Indoor 1975 Bologna, Italia 60 000 $ - Sintetico indoor - 32S/16D Singolare - Doppio                | Paolo Bertolucci Adriano Panatta 6-3, 3-6, 6-3 | Arthur Ashe Tom Okker            | Tom Okker Bob Hewitt          | Niki Pilic Bob Giltinan Adriano Panatta Onny Parun       |
| 10 febbraio | Toronto Indoor 1975 Toronto, Canada 64 000 $ - Sintetico indoor Singolare - Doppio                          | Harold Solomon 6-4 6-1                         | Stan Smith                       | Marty Riessen Erik Van Dillen | Phil Dent Cliff Richey Paul Gerken Bob Lutz              |
| 10 febbraio | Toronto Indoor 1975 Toronto, Canada 64 000 $ - Sintetico indoor Singolare - Doppio                          | Dick Stockton Erik Van Dillen 6-4, 7-5, 6-1    | Anand Amritraj Vijay Amritraj    | Marty Riessen Erik Van Dillen | Phil Dent Cliff Richey Paul Gerken Bob Lutz              |
| 17 febbraio | Barcelona WCT 1975 Barcellona, Spagna 60 000 $ - Sintetico indoor Singolare - Doppio                        | Arthur Ashe 7-6 6-3                            | Björn Borg                       | José Higueras Onny Parun      | Bob Hewitt Kim Warwick Kjell Johansson Steve Krulevitz   |
| 17 febbraio | Barcelona WCT 1975 Barcellona, Spagna 60 000 $ - Sintetico indoor Singolare - Doppio                        | Arthur Ashe Tom Okker 7-5, 6-1                 | Paolo Bertolucci Adriano Panatta | José Higueras Onny Parun      | Bob Hewitt Kim Warwick Kjell Johansson Steve Krulevitz   |
| 17 febbraio | Colonial National Invitational 1975 Fort Worth, Stati Uniti 60 000 $ - Cemento - 32S/16D Singolare - Doppio | John Alexander 7-6 4-6 6-3                     | Dick Stockton                    | Vijay Amritraj Cliff Drysdale | Milan Holeček Mark Cox Jiří Hřebec Harold Solomon        |
| 17 febbraio | Colonial National Invitational 1975 Fort Worth, Stati Uniti 60 000 $ - Cemento - 32S/16D Singolare - Doppio | Robert Lutz Stan Smith 6(2)–7, 7-6, 6-3        | John Alexander Phil Dent         | Vijay Amritraj Cliff Drysdale | Milan Holeček Mark Cox Jiří Hřebec Harold Solomon        |
| 17 febbraio | La Costa WCT 1975 La Costa, Stati Uniti 60 000 $ - Cemento - 32S/16D Singolare - Doppio                     | Rod Laver 6-2 6-2                              | Allan Stone                      | Alex Metreveli Roscoe Tanner  | Ross Case Raymond Moore Ismail El Shafei Geoff Masters   |
| 17 febbraio | La Costa WCT 1975 La Costa, Stati Uniti 60 000 $ - Cemento - 32S/16D Singolare - Doppio                     | Brian Gottfried Raúl Ramírez 7–5, 6–4          | Charlie Pasarell Roscoe Tanner   | Alex Metreveli Roscoe Tanner  | Ross Case Raymond Moore Ismail El Shafei Geoff Masters   |
| 24 febbraio | San Antonio WCT 1975 San Antonio, Stati Uniti 60 000 $ - Cemento - 32S/16D Singolare - Doppio               | Dick Stockton 7-5 2-6 7-6                      | Stan Smith                       | John Alexander Bob Lutz       | Marty Riessen Paul Gerken Mike Estep Phil Dent           |
| 24 febbraio | San Antonio WCT 1975 San Antonio, Stati Uniti 60 000 $ - Cemento - 32S/16D Singolare - Doppio               | John Alexander Phil Dent 7–6(2), 4-6, 6-4      | Mark Cox Cliff Drysdale          | John Alexander Bob Lutz       | Marty Riessen Paul Gerken Mike Estep Phil Dent           |
| 24 febbraio | Rotterdam Open 1975 Rotterdam, Paesi Bassi 60 000 $ - Sintetico indoor - 32S/16D Singolare - Doppio         | Arthur Ashe 3-6 6-2 6-4                        | Tom Okker                        | Patrice Dominguez Björn Borg  | Bob Hewitt Kim Warwick Steve Krulevitz Frew McMillan     |
| 24 febbraio | Rotterdam Open 1975 Rotterdam, Paesi Bassi 60 000 $ - Sintetico indoor - 32S/16D Singolare - Doppio         | Bob Hewitt Frew McMillan 6–2, 6–2              | José Higueras Balázs Taróczy,    | Patrice Dominguez Björn Borg  | Bob Hewitt Kim Warwick Steve Krulevitz Frew McMillan     |

### Marzo
| Settimana | Torneo                                                                                                  | Vincitore                                   | Finalista                             | Semifinalisti                   | Eliminati ai quarti                                              |
| --------- | --- | ------------------------------------------- | ------------------------------------- | ------------------------------- | ---------------------------------------------------------------- |
| 4 marzo   | Rothmans International London 1975 Londra, Gran Bretagna 60 000 $ - Sintetico indoor Singolare - Doppio | Mark Cox 6-1 7-5                            | Brian Fairlie                         | Jan Kodeš Jiří Hřebec           | Adriano Panatta Željko Franulović Niki Pilic Hans-Jürgen Pohmann |
| 4 marzo   | Rothmans International London 1975 Londra, Gran Bretagna 60 000 $ - Sintetico indoor Singolare - Doppio | Paolo Bertolucci Adriano Panatta 6-3, 6-4   | Jürgen Fassbender Hans-Jürgen Pohmann | Jan Kodeš Jiří Hřebec           | Adriano Panatta Željko Franulović Niki Pilic Hans-Jürgen Pohmann |
| 10 marzo  | Munich WCT 1975 Monaco di Baviera, Germania 60 000 $ - Sintetico indoor Singolare - Doppio              | Arthur Ashe 6-4 7-6                         | Björn Borg                            | Christopher Mottram Niki Pilic  | Balázs Taróczy Bob Hewitt Corrado Barazzutti Kjell Johansson     |
| 10 marzo  | Munich WCT 1975 Monaco di Baviera, Germania 60 000 $ - Sintetico indoor Singolare - Doppio              | Bob Hewitt Frew Donald McMillan 6-3, 6-4    | Corrado Barazzutti Antonio Zugarelli  | Christopher Mottram Niki Pilic  | Balázs Taróczy Bob Hewitt Corrado Barazzutti Kjell Johansson     |
| 10 marzo  | Sao Paulo WCT 1975 San Paolo, Brasile 60 000 $ - Sintetico indoor Singolare - Doppio                    | Rod Laver 6-4 6-4                           | Charlie Pasarell                      | Thomaz Koch Roscoe Tanner       | Vitas Gerulaitis Ray Ruffels Alex Metreveli Brian Fairlie        |
| 10 marzo  | Sao Paulo WCT 1975 San Paolo, Brasile 60 000 $ - Sintetico indoor Singolare - Doppio                    | Ross Case Geoff Masters 6–7, 7–6, 7–6       | Brian Gottfried Raúl Ramírez          | Thomaz Koch Roscoe Tanner       | Vitas Gerulaitis Ray Ruffels Alex Metreveli Brian Fairlie        |
| 10 marzo  | Washington Indoor 1975 Washington, USA 60 000 $- Sintetico indoor Singolare - Doppio                    | Mark Cox 6-2 7-6                            | Dick Stockton                         | Stan Smith Haroon Rahim         | John Alexander Phil Dent Bob Lutz Eddie Dibbs                    |
| 10 marzo  | Washington Indoor 1975 Washington, USA 60 000 $- Sintetico indoor Singolare - Doppio                    | Mike Estep Russell Simpson 7–6, 6–3         | Anand Amritraj Vijay Amritraj         | Stan Smith Haroon Rahim         | John Alexander Phil Dent Bob Lutz Eddie Dibbs                    |
| 17 marzo  | Caracas Open 1975 Caracas, Venezuela 60 000 $ - Cemento Singolare - Doppio                              | Rod Laver 7-6 6-2                           | Raúl Ramírez                          | Jeff Borowiak Roscoe Tanner     | Ismail El Shafei Raymond Moore Allan Stone Roy Emerson           |
| 17 marzo  | Caracas Open 1975 Caracas, Venezuela 60 000 $ - Cemento Singolare - Doppio                              | Ross Case Geoff Masters 7-5, 4-6, 6-2       | Brian Gottfried Raúl Ramírez          | Jeff Borowiak Roscoe Tanner     | Ismail El Shafei Raymond Moore Allan Stone Roy Emerson           |
| 17 marzo  | US Indoor Open 1975 Memphis, USA 64 000 $ - Sintetico indoor Singolare - Doppio                         | Harold Solomon 2–6, 6–1, 6–4                | Jiří Hřebec                           | John Alexander Mark Cox         | Cliff Richey Vijay Amritraj Bob Lutz Phil Dent                   |
| 17 marzo  | US Indoor Open 1975 Memphis, USA 64 000 $ - Sintetico indoor Singolare - Doppio                         | Dick Stockton Erik Van Dillen 1–6, 7–5, 6–4 | Mark Cox Cliff Drysdale               | John Alexander Mark Cox         | Cliff Richey Vijay Amritraj Bob Lutz Phil Dent                   |
| 24 marzo  | Monte Carlo Open 1975 Monte Carlo, Monaco 60 000 $ - Terra rossa Singolare - Doppio                     | Manuel Orantes 6-2 6-4                      | Bob Hewitt                            | José Higueras John Lloyd        | Dick Crealy Christopher Mottram Adriano Panatta Björn Borg       |
| 24 marzo  | Monte Carlo Open 1975 Monte Carlo, Monaco 60 000 $ - Terra rossa Singolare - Doppio                     | Bob Hewitt Frew McMillan 6-3, 6-2           | Arthur Ashe Tom Okker                 | José Higueras John Lloyd        | Dick Crealy Christopher Mottram Adriano Panatta Björn Borg       |
| 24 marzo  | Atlanta Open 1975 Atlanta, USA 60 000 $ - Sintetico indoor Singolare - Doppio                           | Mark Cox 6-3 7-6                            | John Alexander                        | Harold Solomon Cliff Richey     | Phil Dent Milan Holeček Stan Smith Dick Stockton                 |
| 24 marzo  | Atlanta Open 1975 Atlanta, USA 60 000 $ - Sintetico indoor Singolare - Doppio                           | Anand Amritraj Vijay Amritraj 6-3, 6-2      | Mark Cox Cliff Drysdale               | Harold Solomon Cliff Richey     | Phil Dent Milan Holeček Stan Smith Dick Stockton                 |
| 24 marzo  | WCT Orlando Classic 1975 Orlando, USA 60 000 $ - Cemento Singolare - Doppio                             | Rod Laver 6-3 6-4                           | Vitas Gerulaitis                      | Brian Gottfried Andrew Pattison | Jeff Borowiak Raúl Ramírez Allan Stone Roscoe Tanner             |
| 24 marzo  | WCT Orlando Classic 1975 Orlando, USA 60 000 $ - Cemento Singolare - Doppio                             | Brian Gottfried Raúl Ramírez 6-4, 6-4       | Colin Dibley Ray Ruffels              | Brian Gottfried Andrew Pattison | Jeff Borowiak Raúl Ramírez Allan Stone Roscoe Tanner             |

### Aprile
| Settimana | Torneo | Vincitore                                                | Finalista                       | Semifinalisti                 | Eliminati ai quarti                                                 |
| --------- | --- | -------------------------------------------------------- | ------------------------------- | ----------------------------- | ------------------------------------------------------------------- |
| 7 aprile  | St. Louis Open 1975 St. Louis, Stati Uniti 60 000 $ - Terra rossa Singolare - Doppio                                     | Vitas Gerulaitis 6-2, 7–6(2)                             | Roscoe Tanner                   | Rod Laver Brian Gottfried     | Jaime Fillol Jeff Borowiak Raúl Ramírez Brian Fairlie               |
| 7 aprile  | St. Louis Open 1975 St. Louis, Stati Uniti 60 000 $ - Terra rossa Singolare - Doppio                                     | Ray Ruffels Colin Dibley 6-4, 6-4                        | Ross Case Geoff Masters         | Rod Laver Brian Gottfried     | Jaime Fillol Jeff Borowiak Raúl Ramírez Brian Fairlie               |
| 14 aprile | Johannesburg Indoor 1975 (Clows Classic Tennis Tournament) Johannesburg, Sudafrica 60 000 $ - Cemento Singolare - Doppio | Christopher Mottram 6-4 6-2                              | Tom Okker                       | Björn Borg Frew McMillan      | Kim Warwick Bob Hewitt Onny Parun Arthur Ashe                       |
| 14 aprile | Johannesburg Indoor 1975 (Clows Classic Tennis Tournament) Johannesburg, Sudafrica 60 000 $ - Cemento Singolare - Doppio | Arthur Ashe Tom Okker 6-3, 6-2                           | Frew Donald McMillan Bob Hewitt | Björn Borg Frew McMillan      | Kim Warwick Bob Hewitt Onny Parun Arthur Ashe                       |
| 14 aprile | Tokyo Tennis Classic 1975 Tokyo, Giappone 60 000 $ - Sintetico indoor Singolare - Doppio                                 | Robert Lutz 6-4 6-4                                      | Stan Smith                      | Mark Cox John Alexander       | Marty Riessen Dick Stockton Harold Solomon Cliff Drysdale           |
| 14 aprile | Tokyo Tennis Classic 1975 Tokyo, Giappone 60 000 $ - Sintetico indoor Singolare - Doppio                                 | Robert Lutz Stan Smith 6-4, 6(6)–7, 6-2                  | John Alexander Phil Dent        | Mark Cox John Alexander       | Marty Riessen Dick Stockton Harold Solomon Cliff Drysdale           |
| 14 aprile | Denver Open 1975 Denver, USA 60 000 $ - Sintetico indoor Singolare - Doppio                                              | Jimmy Connors 6-3 6-4                                    | Brian Gottfried                 | Ismail El Shafei Sandy Mayer  | Jaime Fillol Raúl Ramírez Vitas Gerulaitis Thomaz Koch              |
| 14 aprile | Denver Open 1975 Denver, USA 60 000 $ - Sintetico indoor Singolare - Doppio                                              | Roy Emerson Rod Laver 6–2, 3–6, 7–5                      | Bob Carmichael Allan Stone      | Ismail El Shafei Sandy Mayer  | Jaime Fillol Raúl Ramírez Vitas Gerulaitis Thomaz Koch              |
| 21 aprile | Houston Open 1975 Houston, Stati Uniti 60 000 $ - Terra rossa Singolare - Doppio                                         | Ken Rosewall 6-3 3-6 6-1                                 | Cliff Drysdale                  | Vijay Amritraj Harold Solomon | Eddie Dibbs Phil Dent Bob Lutz John Alexander                       |
| 21 aprile | Houston Open 1975 Houston, Stati Uniti 60 000 $ - Terra rossa Singolare - Doppio                                         | Robert Lutz Stan Smith 7-5, 7–6(5)                       | Mike Estep Russell Simpson      | Vijay Amritraj Harold Solomon | Eddie Dibbs Phil Dent Bob Lutz John Alexander                       |
| 21 aprile | Carolinas International Tennis 1975 Charlotte, Stati Uniti 60 000 $ - Terra rossa Singolare - Doppio                     | Raúl Ramírez 3-6 6-4 6-3                                 | Roscoe Tanner                   | Andrew Pattison Rod Laver     | Jaime Fillol Brian Gottfried Iván Molina Brian Fairlie              |
| 21 aprile | Carolinas International Tennis 1975 Charlotte, Stati Uniti 60 000 $ - Terra rossa Singolare - Doppio                     | Patricio Cornejo Jaime Fillol 6–3, 5–7, 6–4              | Ismail El Shafei Brian Fairlie  | Andrew Pattison Rod Laver     | Jaime Fillol Brian Gottfried Iván Molina Brian Fairlie              |
| 21 aprile | Stockholm WCT 1975 Stoccolma, Svezia 60 000 $ - Sintetico indoor Singolare - Doppio                                      | Arthur Ashe 6-4 6-2                                      | Tom Okker                       | Onny Parun Fred McNair        | Christopher Mottram Corrado Barazzutti José Higueras Tenny Svensson |
| 21 aprile | Stockholm WCT 1975 Stoccolma, Svezia 60 000 $ - Sintetico indoor Singolare - Doppio                                      | Arthur Ashe Tom Okker 6-3, 7–6(3)                        | Patrice Dominguez Kim Warwick   | Onny Parun Fred McNair        | Christopher Mottram Corrado Barazzutti José Higueras Tenny Svensson |
| 30 aprile | Masters Doubles WCT 1975 Città del Messico, Messico Sintetico indoor Doppio                                              | Brian Gottfried Raúl Ramírez 7–6(6), 6(5)–7, 6–2, 7–6(6) | Mark Cox Cliff Drysdale         |                               |                                                                     |

### Maggio
| Settimana | Torneo                                                                              | Vincitore                                       | Finalista               | Semifinalisti            | Eliminati ai quarti                                |
| --------- | ----------------------------------------------------------------------------------- | ----------------------------------------------- | ----------------------- | ------------------------ | -------------------------------------------------- |
| 7 maggio  | WCT Finals 1975 Dallas, USA 100 000 $ - Sintetico indoor - 8S/4D Singolare - Doppio | Arthur Ashe 3–6, 6–4, 6–4, 6–0                  | Björn Borg              | John Alexander Rod Laver | Mark Cox Roscoe Tanner Raúl Ramírez Harold Solomon |
| 7 maggio  | WCT Finals 1975 Dallas, USA 100 000 $ - Sintetico indoor - 8S/4D Singolare - Doppio | Brian Gottfried Raúl Ramírez 7-6, 6-7, 6-2, 7-6 | Mark Cox Cliff Drysdale | John Alexander Rod Laver | Mark Cox Roscoe Tanner Raúl Ramírez Harold Solomon |

### Giugno
Nessun evento

### Luglio
Nessun evento

### Agosto
Nessun evento

### Settembre
Nessun evento

### Ottobre
Nessun evento

### Novembre
Nessun evento

### Dicembre
Nessun evento